# 217726 Kitabeppu
217726 Kitabeppu este o planetă minoră (asteroid) din Mars-crossing asteroid⁠(d). A fost descoperită pe 16 noiembrie 1999 la Kuma Kogen Astronomical Observatory⁠(d) de Akimasa Nakamura⁠(d) și a fost numită după Manabu Kitabeppu⁠(d). 
Obiectul prezintă o orbită caracterizată de o semiaxă mare de 2,2566379944794 UAi, o excentricitate de 0,26419972061528, o înclinație de 4,129098410214 ° în raport cu ecliptica.